# Anthony Burgess
John Anthony Burgess Wilson /ˈbɜːdʒəs/ (25 de febrero de 1917-22 de noviembre de 1993) fue un escritor y compositor británico, quien realizó una prolífica obra literaria y musical, siendo generalmente conocido por la novela A Clockwork Orange en 1962, la cual se hizo famosa por la película homónima de Stanley Kubrick en 1971.

## Biografía

### Primeros años
Nació en la ciudad de Mánchester, Inglaterra, en el seno de una familia ligada a la música, en la que su madre, Elizabeth Burgess, era una cantante y bailarina de música de salón, mientras que su padre, Joseph Wilson, tocaba el piano en salones de baile, y vendía enciclopedias puerta a puerta. Su madre y su hermana Muriel fallecieron en 1918, debido a la epidemia de gripe que azotaba gran parte de Europa. La muerte de Elizabeth impactó profundamente a Anthony, lo que se puede ver en sus futuras obras literarias.
Posteriormente su padre contrae matrimonio con Margaret Dwyer, la dueña del pub donde tocaba el piano por las noches, en 1922, y la familia se muda hacia un departamento que estaba arriba de un pub en Lodge Street, ubicado en el área de Miles Platting en Mánchester. Sin embargo, la familia se muda nuevamente en 1928 hacia Moss Side, en donde Burgess, mientras está en la secundaria, escribe y publica sus primeros poemas y cuentos. 

#### Interés por la música
Burgess no se interesaba por la música hasta que escuchó en la radio de su casa "un solo de flauta bastante increíble", que caracterizó como "sinuoso, exótico, erótico", y quedó hechizado. Ocho minutos después, el locutor le dijo que había estado escuchando el Prélude à l'après-midi d'un faune de Claude Debussy. Se refirió a esto como un "momento psicodélico... un reconocimiento de realidades espirituales no expresables verbalmente". Cuando Burgess anunció a su familia que quería ser compositor, ellos objetaron porque "no había dinero para ello". No se enseñaba música en su escuela, pero a la edad de 14 años aprendió por sí mismo a tocar el piano. A los 18 años, compone su primera sinfonía.
El 18 de abril de 1938, el padre de Anthony, Joseph Wilson murió de insuficiencia cardíaca, pleuresía y gripe a la edad de 55 años, sin dejar herencia a pesar de su aparente éxito empresarial. La madrastra de Burgess murió de un ataque cardíaco en 1940.

### Estudios universitarios
Burgess originalmente esperaba estudiar música en la universidad, pero el departamento de música de la Universidad Victoria de Mánchester rechazó su solicitud debido a sus malas calificaciones en física. En cambio, estudió filología inglesa y literatura inglesa en el Xaverian College y en la Universidad de Mánchester entre 1937 y 1940, graduándose con una Licenciatura en Artes. Su tesis se refería a Doctor Faustus de Christopher Marlowe, y se graduó en 1940 con honores de segunda clase superior, lo que encontró decepcionante. Al calificar uno de los trabajos finales de Burgess, el historiador A.J.P. Taylor escribió: "Las ideas brillantes son insuficientes para ocultar la falta de conocimiento".

### Carrera militar
El mismo año de su graduación universitaria (1940) ingresa al Cuerpo Médico del Ejército Real Británico, y al Cuerpo Educacional del Ejército, en donde permanecerá hasta 1946. Durante esa etapa, contrae nupcias con Llewela Isherwood Jones en 1942. En diciembre de 1943, es enviado a Gibraltar, en donde imparte clases a las tropas bajo un curso llamado ''El Camino y el Propósito Británico''. En 1946, compone una Sonata para violonchelo y piano en sol menor, la que se convierte en su obra musical más antigua de la que se tenga registro.

### Carrera literaria
Burgess trabajó como oficial de educación en Brunéi y Malasia después de la guerra. En 1959 sufrió un desmayo en una clase en Malasia. Le fue diagnosticado un tumor cerebral inoperable con pocas probabilidades de vida a largo plazo. Este hecho lo inspiró a escribir con la intención de que su mujer, Lynne, pudiera vivir con holgura con los ingresos provenientes de los derechos de autor. Se retiró de la enseñanza y se convirtió en escritor a tiempo completo conviviendo con la enfermedad durante varios años. Escribió cinco novelas y media en un año. El brutal diagnóstico, que le auguraba cuando más un par de años de vida, no se confirmó finalmente en los hechos, circunstancia que suele ser ofrecida como ejemplo de la influencia benéfica que la actividad artística tendría sobre la salud humana. Esa "media" novela escrita con la convicción de una muerte cercana, se convertiría después en su obra literaria más famosa. 
A partir de entonces, escribió y publicó más de cincuenta libros que abarcaban una amplia variedad de temas a lo largo de su carrera. Es autor de enorme cantidad de críticas literarias, ensayos, por ejemplo sobre Shakespeare y Joyce, artículos periodísticos y una veintena de novelas crueles y cáusticas.
Su trabajo más famoso (o reconocido tras la controvertida adaptación para el cine de Stanley Kubrick) fue la novela La naranja mecánica (A Clockwork Orange) escrita en 1962. La novela fue originalmente inspirada por un hecho real vivido en 1944 ―durante la Segunda Guerra Mundial (1939-1945)― por la esposa del autor, cuando fue asaltada durante un oscurecimiento en Londres por cuatro marines estadounidenses desertores, quienes le robaron, la golpearon y violaron. Dado que se encontraba embarazada, la paliza le provocó un aborto.
El libro trata sobre la libre voluntad y la moral, y la manipulación de los individuos por fuerzas como los sistemas políticos, la represión, y cómo estas llevan a la corrupción del ser humano.
El trabajo de Kubrick provocó algo de controversia, entre otros motivos porque la película, pese a haber sido filmada en el Reino Unido, sigue la versión de la obra según fue editada en los Estados Unidos, la cual no incluye el polémico capítulo final del libro (capítulo 21).
La larga lista de las obras del autor incluye, entre otras, The Wanting Seed, Honey for the Bears, One Hand Clapping. Junto a Jeanne Moreau y André Delvaux fue asimismo jurado del Festival de Cannes de 1975.

## Obras como crítico
Burgess comenzó su carrera como crítico. Su English Literature, A Survey for Students (literatura inglesa, una encuesta para estudiantes) estaba dirigida a recién llegados al tema. Siguió esto con The Novel To-day (Longmans, 1963) y The Novel Now: A Student's Guide to Contemporary Fiction (Nueva York: W. W. Norton and Company, 1967). Escribió los estudios sobre James Joyce Here Comes Everybody: An Introduction to James Joyce for the Ordinary Reader (Aquí viene todo el mundo: una introducción a James Joyce para el lector ordinario) (también publicado como Re Joyce) y 'Joysprick: An Introduction to the Language of James Joyce (Joysprick: una introducción al lenguaje de James Joyce). También publicó A Shorter "Finnegans Wake", un resumen de Burgess. Su entrada de 1970 en la Encyclopædia Britannica sobre "novela" (bajo "Novela, la"[66]) esta muy bien considerada. Burgess escribió estudios críticos completos sobre William Shakespeare, Ernest Hemingway y D. H. Lawrence, así como Ninety-nine Novels: The Best in English since 1939.

## Guionista
Burgess escribió los guiones de "Moses the Lawgiver" (Moisés el Legislador,  de Gianfranco De Bosio 1974), Jesús de Nazaret (Franco Zeffirelli 1977) y A.D. (Stuart Cooper, 1985). Burgess fue coguionista del guion de la serie de televisión Sherlock Holmes y el Doctor Watson (1980). Los tratamientos cinematográficos que produjo incluyen Amundsen, Atila, El Príncipe Negro, Ciro el Grande, Coro del Alba, Los trucos sucios de Bertoldo, Vida eterna, Onassis, Puma, Sansón y Dalila, Schreber, Los hábitos sexuales de la clase media inglesa, Shah , Ese hombre Freud y el tío Ludwig. Burgess ideó un lenguaje de la Edad de Piedra para La Guerre du Feu (En busca del fuego; Jean-Jacques Annaud, 1981).
Burgess escribió muchos guiones que no se llegaron a publicar, incluido Will! o The Bawdy Bard sobre Shakespeare, basada en la novela Nothing Like The Sun. Animado por el éxito de Tremor of Intent (una parodia de las aventuras de James Bond), Burgess escribió un guion para The Spy Who Loved Me con personajes de la novela y un tono similar a ellos. Bond luchaba contra la organización criminal CHAOS en Singapur para intentar detener el asesinato de la reina Isabel II utilizando bombas implantadas quirúrgicamente en la Ópera de Sídney. El guion fue descrito como "una escandalosa mezcla de sadismo, hipnosis, acupuntura y terrorismo internacional". Su guion fue rechazado, aunque, parece que el enorme silo submarino que se ve en la película terminada vino de Burgess.

## Dramaturgo
La implicación de Anthony Burgess con el teatro comenzó mientras asistía a la universidad en Mánchester, donde dirigía obras y escribía críticas teatrales. En Oxfordshire fue miembro activo del Adderbury Drama Group, donde dirigió múltiples obras de teatro, entre ellas Juno and the Paycock de Sean O'Casey, A Phoenix Too Frequent de Christopher Fry, The Giaconda Smile de Aldous Huxley y The Adding Machine de Elmer Rice.
Escribió su primera obra de teatro en 1951, llamada The Eve of Saint Venus (La víspera de Santa Venus). No hay registros de la representación de la obra y en 1964 convirtió el texto en una novela corta. A lo largo de su vida escribió múltiples adaptaciones y traducciones para teatro. Su obra más famosa, La naranja mecánica, la adaptó al escenario con el título A Clockwork Orange: A Play with Music (La naranja mecánica: una obra con música). Según la Fundación Internacional Anthony Burgess tuvo las siguientes actuaciones: en 1999 apareció una edición ampliada de esta obra, con un facsímil de la partitura manuscrita; A Clockwork Orange 2004, adaptada de la novela de Burgess por el director Ron Daniels y publicada por Arrow Books, fue producida en el Barbican Theatre de Londres en 1990, con música de The Edge de U2.
Sus otras traducciones famosas incluyen la versión inglesa de Cyrano de Bergerac de Edmond Rostand.  Salamander Street y el sello editorial de Wordville publicaron dos de sus traducciones hasta ahora inéditas, lo que la Fundación calificó de "descubrimiento literario significativo". Una de ellas es ¡Avaro! ¡Avaro! Una traducción de El avaro de Molière. Aunque la obra original francesa está escrita en prosa, Burgess la rehace en una mezcla de verso y prosa, al estilo de su famosa adaptación de Cyrano de Bergerac. El otro Chatsky subtitulado 'La importancia de ser estúpido' basado en Woe from Wit de Alexander Griboyedov. En Chatsky, Burgess rehace una obra clásica rusa en el espíritu de Oscar Wilde.

## Obra musical
Tenía un gran interés por la música, que fue su primera pasión, antes de dedicarse a la literatura. Burgess era un músico consumado y compuso regularmente a lo largo de su vida. Una vez dijo: "Me gustaría que la gente pensara en mí como un músico que escribe novelas, en lugar de un novelista que escribe música de forma paralela" Escribió más de 250 composiciones en una variedad de formas, incluidas sinfonías, conciertos, música de cámara, música para piano y obras para teatro. Su temprana introducción a la música se disfraza ligeramente de ficción en su novela The Pianoplayers (1986). Muchas de sus composiciones inéditas figuran en This Man and Music (1982).

## Idiomas
Su capacidad para los idiomas (hablaba malayo, ruso, francés, alemán, español, italiano y japonés, además del inglés, su idioma nativo, y un poco de hebreo, chino, sueco y persa), se ve reflejada en la invención del Ulam, lenguaje prehistórico ficticio, para la película En busca del fuego (1981).

## Fallecimiento
Burgess murió de cáncer de pulmón en 1993.

## Obras

### Novelas
- Time for a Tiger (1956)
- The enemy in the Blanket (1958)
- Beds in the East (1959)
- The Right to a Answer (1960)
- The Doctor is Sick (1960)
- The Worm and the Ring (1960)
- Devil of a State (1961)
- One Hand Clapping (1961) (escrita junto con Joseph Kell)
- A Clockwork Orange (1962) (adaptada al cine en 1971 por Stanley Kubrick)
- The Wanting Seed (1962)
- Honey for the Bears (1963)
- Inside Mr. Enderby (1963) (escrita junto con Joseph Kell)
- The Eve of St. Venus (1964)
- Nothing Like the Sun: A Story of Shakespeare's Love Live (1964)
- A Vision of Battlements (1965)
- Tremor of Intent: An Eschatological Spy Novel (1965)
- Enderby Outside (1968)
- M/F (1971)
- Napoleon Symphony: A Novel in Four Movements (1974)
- The Clockwork Testament, on Enderby's End (1974)
- Beard's Roman Women (1976)
- Abba Abba (1977)
- 1985 (1978)
- Man of Nazareth (1979) (basado en su guion para el filme Jesús de Nazareth)
- Earthly Powers (1980)
- The End of the World News: An Entertainment (1982)
- Enderby's Dark Lady, or No End of Enderby (1984)
- The Kingdom of the Wicked (1985)
- The Pianoplayers (1986)
- Any Old Iron (1988)
- Mozart and the Wolf Gang (1991)
- A Dead Man in Deptford (1993)
- Byrne: A Novel (1995) (publicación póstuma; escrita en versos)